# كلير جونستون (مغنية)
كلير جونستون (بالإنجليزية: Claire Johnston)‏ هي مغنية جنوب أفريقية، ولدت في 16 ديسمبر 1967 في هارتفوردشير في المملكة المتحدة.

## وصلات خارجية
- الموقع الرسمي
- كلير جونستون على موقع ميوزك برينز (الإنجليزية)
- كلير جونستون على موقع أول ميوزيك (الإنجليزية)
- كلير جونستون على موقع ديسكوغز (الإنجليزية)